# Lankauer See
Der Lankauer See ist ein See in Schleswig-Holstein bei Lankau. Die Seefläche beträgt 30 Hektar und die mittlere Tiefe 7,37 Meter, die tiefste Stelle liegt jedoch bei 22,9 Metern. Der Lankauer See hat ein Einzugsgebiet von 1,4 km² und liegt in den Flussgebietseinheiten Schlei und Trave. Besonders ist, dass die beiden Seebecken mit einem schmalen Verbindungsgraben vereint sind. Es ist ein kalkreicher, geschichteter Tieflandsee mit relativ geringem Einzugsgebiet.
Es gibt keine nennenswerte Zuflüsse; es wird aufgrund der hohen Abflussmenge von etwa 11 l/s km² angenommen, dass der Lankauer See mit Grundwasser gespeist wird.